# Mikrosystem (Technik)
Ein Mikrosystem (oder mikro-elektromechanisches System, kurz MEMS) ist ein miniaturisiertes Gerät, eine Baugruppe oder ein Bauteil, dessen Komponenten kleinste Abmessungen im Bereich von 1 μm (Mikrometer) haben und als System zusammenwirken.

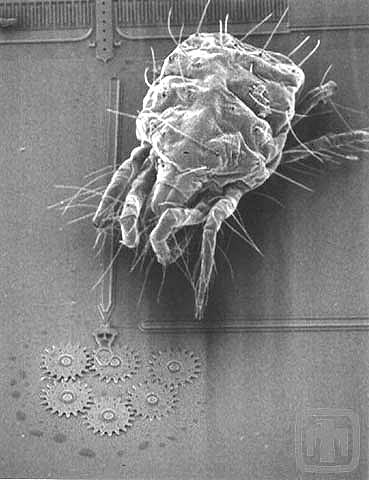
Größenvergleich zwischen einer Milbe und einem Mikrosystem. Ohne Skala.

Üblicherweise besteht ein Mikrosystem aus einem oder mehreren Sensoren, Aktoren und einer Steuerungselektronik auf einem Substrat bzw. Chip. Dabei bewegt sich die Größe der einzelnen Komponenten im Bereich von wenigen Mikrometern. Geräte und Systeme, die weitere Größenordnungen darunter liegen, bezeichnen sich als Nanosysteme oder im Quantenbereich als Spintronik.
Die Mikrosystemtechnik ist die Lehre von der Entwicklung der Mikrosysteme, von den Techniken, Methoden und Prozessen zu deren Realisierung und Produktion.

## Begriffe
Hinsichtlich des Begriffs Mikrosystem gibt es in der englischsprachigen Literatur keine einheitlichen Begriffe. Allgemein wird im englischen das Stichwort Microsystems oder eine der folgenden Abkürzungen genutzt:
- MEMS steht für micro-electro-mechanical systems oder
- MOEMS (auch: MOMS) steht für micro-opto-electro-mechanical systems.
  - Auch: Optical MEMS
  - Auch: Optical Microsystems

Andere Begriffe, die im Zusammenhang stehen sind:
- BioMEMS steht für die Anwendung von MEMS auf z. B. Zellbiologie bzw. derer Nachbargebiete[5]
- Micromachines
- MEFS wird verwendet für micro-electro-fluidic systems[6]
- NEMS steht für nano-electro-mechanical systems
- pMEMS wird verwendet für piezo-electric micro-electro-mechanical resonators[7]
- RF-MEMS wird verwendet für Radio-Frequency-MEMS[8][9]

Hinweis: Die Schreibart ist normalerweise ohne Trennstrich üblich, wurde hier jedoch zur Verdeutlichung und Lesbarkeit gewählt.

## Allgemeiner Aufbau
Mikrosysteme sind auf der Halbleitertechnik aufbauende Systeme, die um mechanische, optische, chemische (auch Fluidik) oder biologische Komponenten und Funktionen erweitert sind. Dabei beschränken sich MEMS nicht nur auf CMOS-Technologie und die damit realisierte Logik, wie in der Mikroelektronik üblich, sondern zeichnen sich durch spezifische Verfahren und Prozessschritte, wie z. B. den „Bosch-Prozess“ oder LIGA aus. Mikrosysteme nutzen nahezu jede Art von Werkstoffen wie Metalle, Halbleiter, Keramiken, Sol-Gel-Materialien, Kunststoffe und viele mehr. Häufig ist eine komplexe Integration mehrerer Komponenten mit Mikroelektronik (ASIC) gegeben, so dass ein Mikrosystem u. a. eine Sensoreinheit sowie Messtechnik (Signalverarbeitung) aufweist. Damit unterscheiden sich auch die Produktentwicklungszyklen von MEMS von Mikroelektronik, wo Entwicklungslaufzeiten von bis zu fünf Jahre möglich sind. Spezialisierte MEMS-Hersteller bieten Foundry-Dienstleistungen im Sinne von F&E oder Pilotlinien für MEMS an oder agieren als vollintegrierte Hersteller (IDMs), die alle Leistungen inklusive Vermarktung anbieten, siehe dazu die Marktübersicht.

## Geschichte
Die ersten Geräte (damals noch nicht „MEMS“ genannt) bzw. Herstellungsverfahren („micro-machining“) stammen aus den 1960er bzw. 1970 Jahren. Als Beispiel sei der „Transistor mit resonanter Gate-Elektrode“ (englisch: Resonant-Gate-Transistor, RGT) erwähnt. Folgend dieser Entwicklung, wurden die mechanischen Eigenschaften von Silizium weiter erforscht und weiterentwickelt. Zu den großen „Meilensteinen“ zählen MEMS zur Fahrdynamikregelung (ESC) und Sicherheit (Airbag), Inertialsensoren, Tintenstrahldruckköpfe usw. Derartige MEMS sind bis heute (Stand 2022) dominierende Marktgrößen.

## Vorteile
Mikrosysteme bieten gegenüber konventionellen „Makrosystemen“ vor allem Vorteile in der Kostenersparnis (geringer Verbrauch an Werkstoffen, Parallel-Fertigung) und in der Effizienz (geringer Energie- und Leistungsbedarf ermöglicht autonome Systeme).
Zudem bieten sie ein großes Funktionsspektrum, hohe Funktionsdichten, neue Funktionalität (Integration elektrischer und nichtelektrischer Funktionen). Durch die Integration und Miniaturisierung können „neue“ physikalische Effekte ausgenutzt werden, und die kurzen Informationswege führen zu kurzen Reaktionszeiten. Außerdem haben sie meist eine höhere Zuverlässigkeit als konventionelle Systeme, vor allem durch den Wegfall von Steckern und Kabeln.

## Anwendungsgebiete

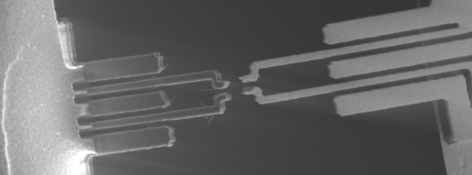
Mikromechanische Greifarme eines Nanomanipulationssystems

Der Einsatz von Mikrosystemen ist überall dort denkbar und sinnvoll, wo Sensoren/Aktoren und Elektronik zusammenarbeiten. Medizinprodukte sowie Produkte aus den Bereichen Sicherheitstechnik, Sport, Biowissenschaften und Logistik können mit Hilfe von Mikrosystemen vielseitiger, einfacher, intelligenter, kleiner und leistungsfähiger werden. Ein bekanntes Beispiel eines Mikrosystems aus der Forschung ist der noch nicht kommerziell erhältliche Millipede-Speicher von IBM (Stand April 2018).

### Inertialsensoren
Eines der größten Anwendungsbereiche sind Inertialsensoren (Beschleunigungs- und Drehsensoren). In nahezu allen Smartphones sind ein oder mehrere Sensoren verbaut. Sie werden schon lange in Großserie gefertigt und werden unter anderem für die Auslösung von Airbags, für die Erkennung des freien Falles von Festplatten (für mobile Anwendungen) – sie erkennen hier, ob sich ein Gerät im freien Fall befindet, so dass der Lesekopf noch während des Sturzes in Parkposition gesetzt werden kann – oder als Lageerkennung in digitalen Fotokameras, Handhelds und modernen Eingabegeräten für Spielkonsolen genutzt. Ebenso werden sie in Foto- und Videokameras zur Realisierung mechanischer Bildstabilisatoren eingesetzt, um ein Verwackeln von Bildern zu vermeiden. Auch im Bereich ferngesteuerter Modelle werden die Sensoren in Form von Stabilisationssystemen eingesetzt.

### Magnetometer

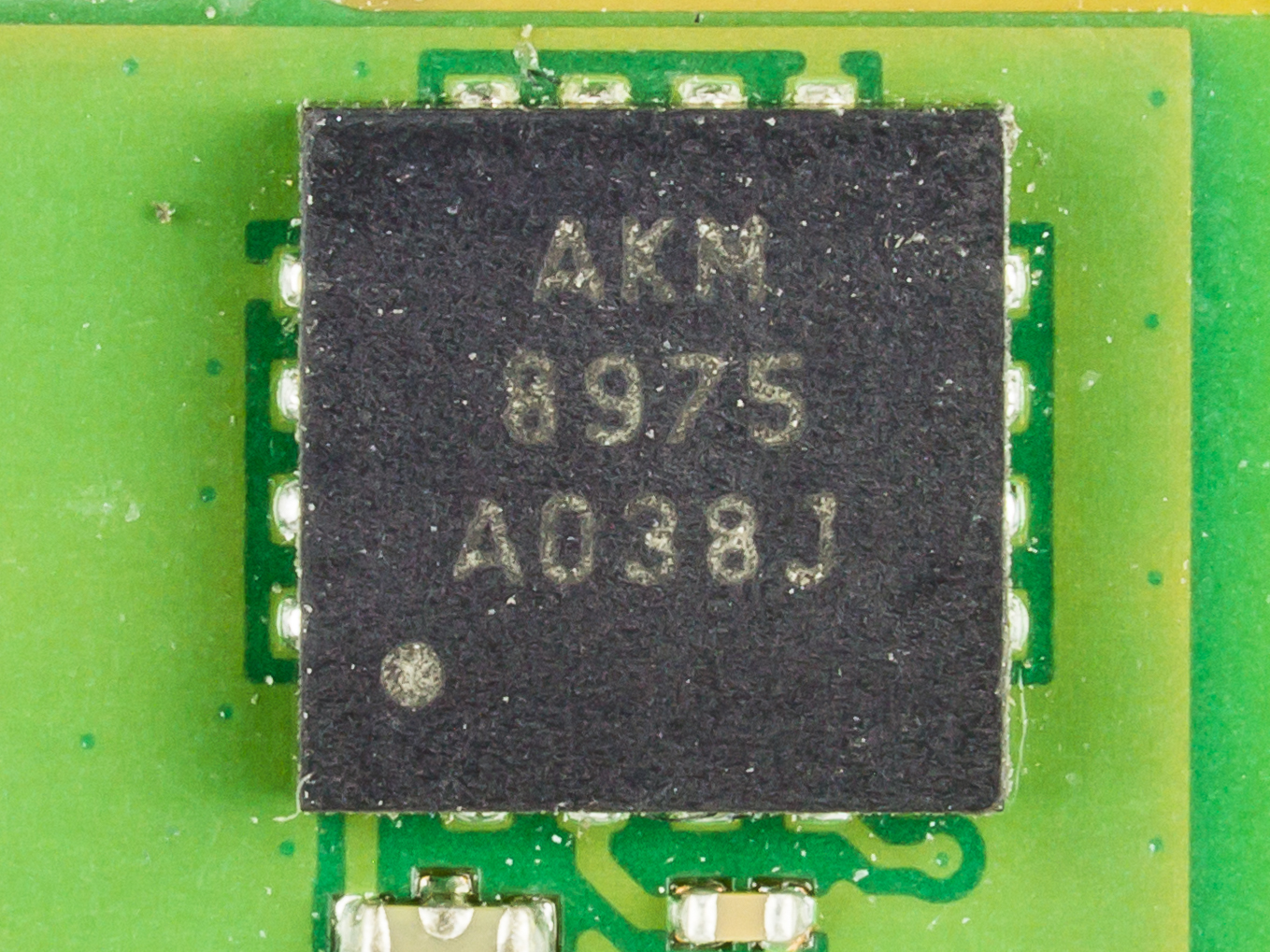
Elektronisches 3-Achsen-Magnetometer von AKM Semiconductor, in einem Motorola Xoom Tablet (2011)

Die Magnetometer erlauben in z. B. Smartphones und Smartwatches eine Kompassanzeige oder das automatische Orientieren von Karten. Durch Sensordatenfusion von Magnetometer und Beschleunigungssensor lassen sich die sechs Freiheitsgrade eines Geräts erfassen.

### Optische Aktoren
Optische Anwendungen für Mikrosysteme sind beispielsweise Bausteine in Videoprojektoren, die zur Darstellung von Bildern genutzt werden (siehe Mikrospiegelaktor).

### Mikrofluidik
Beispiele für Mikrosysteme aus der Mikrofluidik sind Bubble-Jet-Druckköpfe moderner Drucker oder Kunststoff-Lab-on-a-Chip-Systeme mit integrierten Ventilfunktionen.

### Mikrofone
Bei Kondensatormikrofonen in Mikrosystemtechnik wird die Mikrofonmembran als mechanisch bewegliche Mikrokondensatorplatte direkt auf den Silizium-Wafer geätzt. Die schallanaloge Membranbewegung verändert die elektrische Kapazität zur Erzeugung des Audiosignals. Wenn die Ausleseelektronik mit einem Vorverstärker und einem Analog-Digital-Wandler direkt neben der Membran auf dem Wafer in einer anwendungsspezifischen integrierten Schaltung (ASIC) integriert wird (meist als Bauteile in CMOS-Technik) und das Mikrofon somit einen digitalen Ausgang besitzt, werden solche Geräte auch als digitale Mikrofone bezeichnet. Solche Mikrofone werden von Anbietern wie zum Beispiel von InvenSense (Sparte von Analog Devices gekauft), Infineon, NXP Semiconductors, Omron oder STMicroelectronics angeboten. Wegen der geringen Abmessungen, der geringen Leistungsaufnahme, der guten Abschirmung von Störsignalen und der kostengünstigen Produktion werden diese Mikrofone zunehmend in kleinen mobilen Geräten eingebaut, wie beispielsweise Smartphones, Headsets, Hörgeräten oder Kameras.

### Oszillatoren
Ein weiteres Anwendungsgebiet sind MEMS-Oszillatoren als platzsparender Ersatz für Quarzoszillatoren. Solche MEMS-Oszillatoren werden von den Herstellern wie zum Beispiel SiTime oder SiliconLabs angeboten.

### Lautsprecher
Ein noch relativ junger Anwendungsbereich für Mikrosysteme sind Lautsprecher. Erst in den vergangenen Jahren wurde die MEMS-Technologie für Lautsprecher verstärkt in die Betrachtung gezogen, obwohl bereits in den 1990er Jahren an Lautsprechern auf Basis der MEMS-Technologie geforscht wurde. Der erste piezoelektrische MEMS-Lautsprecher wurde im Jahr 1995 von Lee et al. vorgestellt. Weitere Ansätze stammen von Harradine et al. im Jahr 1996 mit einem elektrodynamischen MEMS-Lautsprecher sowie von Loeb et al. im Jahr 1999 mit einem zum Patent angemeldeten elektrostatischen MEMS-Lautsprecher. Seit den frühen 2000er Jahren forschen verschiedene Institute der Fraunhofer-Gesellschaft an Lautsprechern auf MEMS-Basis. Das Fraunhofer ISIT und Fraunhofer IPMS verfolgen innerhalb verschiedener Forschungsprojekte unterschiedliche technologische Ansätze, wobei das Fraunhofer IDMT als Entwicklungspartner für die Signalansteuerung der MEMS-Lautsprecher zuständig ist. Erste MEMS-Lautsprecher sind bereits auf dem Markt erhältlich und werden u. a. durch die Firma USound vertrieben. Fokussiert werden vorerst insbesondere Anwendungsgebiete wie In-Ear-Kopfhörer, Hörgeräte. Ein weiteres Anwendungsgebiet von MEMS-Lautsprechern stellen sogenannte Audio-Brillen dar, um das Audiosignal über die Luft zu übertragen und nicht über den Weg der Knochenschallleitung.

### Mikrobolometer
Mikrobolometer können auf Grundlage von MEMS-Prozessen erfolgen. Mikrobolometer-Arrays können als Grundlage von Wärmebildkameras verwendet werden.

### Drucksensoren

Prinzipskizze eines kapazitiven MEMS-Drucksensors. Der Umgebungsdruck verformt das Diaphragma und verändert so die Kapazität zwischen oberer und unterer Elektrode

Mittels MEMS können Drucksensoren und Barometer hergestellt werden. Das eigentliche Sensorelement kann resistiv (Ausnutzung eine Änderung des elektrischen Widerstands) oder kapazitiv (Ausnutzung eine Änderung der elektrischen Kapazität) sein.

## Marktübersicht

### Kennzahlen
Laut dem 8. Bericht Status of the MEMS Industry von Yole Développement existierten 2012 ca. 350 MEMS entwickelnde oder produzierende Unternehmen für ca. 200 verschiedene Anwendungen. Damals wurde erwartet, dass der MEMS-Markt laut Yole bis 2019 durchschnittlich im Volumen um 20 % und im Umsatz um 13 % pro Jahr auf 24 Mrd. US-Dollar wachsen würde. Tatsächlich betrug der Marktumfang 2020 12,1 Mrd. US-Dollar mit einer erwarteten Entwicklung auf 18,2 Mrd. US-Dollar im Jahr 2026.

### Integrierte Hersteller mit MEMS-Produkten (Beispiele)
Die Top-3 (Stand 2015) nach Umsatz (Analyse von IHS Markit) sind in Klammern markiert.
Hinweis: Die Liste erhebt keinen Anspruch auf Vollständigkeit. Teilweise bieten Integrierte Hersteller auch Foundry-Services an. Das Marktumfeld ist durch eine hohe Dynamik geprägt (Innovationen, Merger & Acquisitions), daher sind frühere Unternehmen häufig Teil anderer Unternehmen geworden. Die Liste präsentiert nicht alle Akquisen oder Veränderungen.
- ams
- Bosch Sensortec[32] (1)
- Infineon
- Knowles Electronics
- Goertek
- Goermicro
- Honeywell
  - Übernahme (1999) von MEMS-Technologie von Draper bzw. Boeing[33]
- HP
- Murata
- NXP (Freescale)[34][35]
- Renesas
  - Übernahme von IDT[36]
- Rohm
- Skywater Technology[37]
- STMicroelectronics (3)
- TDK
  - InvenSense (ehem. Teil von ADI[18]; akquiriert durch TDK)[38]
- Texas Instruments (2)

### Unternehmen oder Andere mit Spezialisierung in MEMS-Design und Produkten (Fabless)
Hinweis: Die Liste erhebt keinen Anspruch auf Vollständigkeit. Das Marktumfeld ist durch eine hohe Dynamik geprägt (Innovationen, Merger & Acquisitions), daher sind frühere Unternehmen häufig Teil anderer Unternehmen geworden. Die Liste präsentiert nicht alle Akquisen oder Veränderungen.
- Broadcom (ehem. Avago)
- Centre Suisse d’Electronique et de Microtechnique (CSEM)
- Dimatix (akquiriert von Fujifilm)[39][40]
- Physical Logic (Fabless mit Produktion in Israel)

- Posifa Technologies
- Qualcomm
  - Iridigm Display Corp. (akquiriert von Qualcomm)[41]
- SiTime
- TriQuint (akquiriert von Qorvo)

### MEMS-Foundry-Service Anbieter (Beispiele)
Hinweis: Die Liste erhebt keinen Anspruch auf Vollständigkeit. Teilweise bieten Foundry-Anbieter auch Produkte an. Das Marktumfeld ist durch eine hohe Dynamik geprägt (Innovationen, Merger & Acquisitions), daher sind frühere Unternehmen häufig Teil anderer Unternehmen geworden. Die Liste präsentiert nicht alle Akquisen oder Veränderungen.
Weitere Foundry-Anbieter können bspw. über die Interessensgesellschaften SEMI oder Silicon Saxony gefunden werden.
- Atomica (ehem. Innovative Micro Technology (IMT))
- Fraunhofer IPMS
- Fraunhofer IMS[42]
- Fraunhofer ISIT
- Fraunhofer EMFT
- Fraunhofer-ENAS
- imec
- Philips[43]
- Qorvo
  - Cavendish Kinetics (akquiriert von Qorvo)[44]
  - NextInput (akquiriert von Qorvo)
- Rohm[45]
- Sony[46]
- Teledyne[47]
  - Micralyne[48][49]
  - DALSA
- Tower Semiconductor (akquiriert durch Intel)[50]
- TSMC[51]
- UMC[52]
- Vanguard International Semiconductor[53]
- X-FAB

### Andere Beiträge
- The MEMS success story: a decade of evolving strategies leading to a bright MEMS future - An interview with Bosch Sensortec, STMicroelectronics and Yole Développement. In: i-Micronews. 28. Oktober 2021, abgerufen am 17. Dezember 2022 (englisch).
- Lars Voßkämper: Automatisierung im MEMS Entwurf: Kohärente Layoutsynthese und Modellbildung von skalierbaren mikroelektromechanischen Strukturen. VDM Verlag Dr. Müller, Saarbrücken 2008, ISBN 978-3-639-04923-7.